# 行政中心
行政中心、治所、首府或首邑指政府所在地或駐地，包括中央政府和地方政府。通常以城市为载体，如首都、首府、省會、縣治等。不同層級的政府可能聚集於同一城市，集中於在同一行政區內，或是同一行政區但不同的下级行政區内。

## 各級行政中心

### 中央政府駐地
- 首都，國家的中央政府所在地。
- 中央政府所在地

### 地方政府驻地
汉语对地方各级行政区政府驻地的统称为“治所”或“行政中心”，亦行政区的中心所在。
- 首府，自治政权的驻地，中国省级、地级民族地方自治政府驻地；
- 省会，别称“省城”，省政府驻地；
- 县城，县政府驻地，一个县的政治、经济与文化中心。

### 治所：地方政府行政中心
“治所”，汉语对中国“地方政府駐地”的旧称，如省治、郡治、府治、州治、县治等，多以城垣形式存在，或称为省城、郡城、府城、州城、县城。
- 省治或称省城，舊時中國行省的最高行政官员的驻地，现在的“省会”；
- 縣治或称县城，舊時中國的“知縣”／“縣長”的駐地；現在的縣政府駐地。
  - 中華民國臺灣省的縣治在縣轄市。
  - 中華人民共和國的地級市政府所在在市轄區。一个地级行政区通常管辖若个县级行政区，縣治會在本县下辖行政区單位的其中之一設置。
- 府治或称府城，民国以前中国地方行政区域“府”最高行政长官驻地。

## 各國家行政規劃中的行政中心

### 中華民國
- 省：省政府所在地（目前臺灣省政府設於該省南投縣南投市中興新村、福建省政府設於該省金門縣金城鎮）
- 直轄市／市：市政府所在地的區
- 縣：縣政府所在地的鄉、鎮、縣轄市

### 中华人民共和国
- 直轄市／地級市：市轄區政府駐地
- 縣級市／縣：縣政府駐地，一般為街道級建制

### 美国
美國各州政府位於其首府（capital），並設有州政府及州議會，包含州參議院及州眾議院。各州政府並不一定在該州的最大城市。例如，加州人口最多的城市為洛杉磯，然而其首府位於沙加緬度，係加州第六大城。